# Yes-People
『Yes-People』（アイスランド語: Já-fólkið）は、ギスリ・ダリ・ハルドルソン監督による2020年のアイスランドの短編アニメ映画である。日本では2021年6月17日にショートショートフィルムフェスティバル&アジアで公開された。

## あらすじ
とある朝の様々な日常の問題に直面する人々の対応が描かれる。

## 声の出演
- ヨン・ナール
- ソール・クリスチャンソン（英語版）
- ヘルガ・ブラガ・ヨンスドッティル（アイスランド語版）
- クリスチャン・フランクリン・マグヌス
- リムル・クリスチャンスドウティル（英語版）
- シグルヅル・シグルヨンソン（英語版）

## 評価
第93回アカデミー賞短編アニメ賞にノミネートされた